# Bent Christensen Arensøe
 Der er flere personer med dette navn, se Bent Christensen.
Bent "Turbo" Christensen Arensøe (født 4. januar 1967) er en tidligere dansk fodboldspiller og nuværende fodboldtræner. 
Bent blev også kendt som "turbo" for sin angrebsiver og hurtighed, men han blev også kaldt Trabi Bent efter tiden i FC Schalke 04, hvor det kun blev til otte mål i løbet af to år.
Han debuterede på landsholdet den 8. februar 1989 mod Malta og sluttede den 16. november 1994 mod Spanien. I denne periode spillede han 26 landskampe – og scorede 8 mål. Bent kan også kalde sig europamester i fodbold, da han deltog i Europamesterskabet i fodbold 1992 i Sverige.
Han har været professionel fodboldspiller i blandt andre Brønshøj Boldklub hvor han også fik sin fodboldopdragelse, Vejle Boldklub, Brøndby IF, FC Schalke 04, Olympiakos Genclerbirligi og SD Compostela.
I 2003 blev han ansat som cheftræner for Værløse Boldklubs førstehold, som han året efter førte op i 2. division. Fra 2006 til 2011 var han træner for U19 holdet i Brøndby IF. Og i 2011 blev han udnævnt som ny assistenttræner for Auri Skarbalius i Brøndby IF. I juni 2013 skiftede han til U-19 landstræner for Danmark 
I februar 2016 valgte han dog at vende tilbage til Brøndby som ungdomstræner.
Bent "Turbo" Christensen Arensøe har 3 børn.